# Ligne 32 du tramway de Bruxelles (2007-2021)
Pour les articles homonymes, voir Ligne 32.
Ne doit pas être confondu avec Ligne 32 du tramway de Bruxelles (1968-1988).
La ligne 32 est une ancienne ligne de tramway du tramway de Bruxelles qui a fonctionné entre le 2 juillet 2007 et le 1er septembre 2021. Elle reliait Da Vinci à Drogenbos Château, via l’axe prémétro Nord-Sud jusqu'à Lemonnier, inclus, à Bruxelles.

## Histoire
Créée en 2007 lors de la cinquième phase de la restructuration du réseau tram de la STIB, prolongée en 2011 et supprimée le 1er septembre 2021, elle ne circulait qu'en soirée.
La ligne est mise en service le 2 juillet 2007 car, en soirée, quand les fréquences sont moins soutenues, nombreux sont les clients qui préfèrent limiter les correspondances. Cette ligne de soirée ne roule qu'après 20 heures. Elle résulte aujourd'hui de la fusion des lignes 4 et 82 après 20 heures. La section comprise entre Gare du Midi et Drogenbos Château de la ligne 82 est reprise par le 32.
Depuis le 1er septembre 2011, la ligne 4 fonctionne également toute la soirée, en remplacement de la ligne 33 qui a été supprimée. De ce fait, au nord de Bruxelles, entre la Gare du Nord et Bordet Station, la ligne 32 remplace la ligne 33. Elle a ainsi été prolongée de Gare du Nord au zoning Da Vinci, via l’itinéraire de la ligne 33 en empruntant le prémétro 3 (axe Nord-Midi). Une nouvelle relation directe a ainsi été créée entre Forest, Schaerbeek et Haren.

## Exploitation

### Tracé
La ligne 32 du tram de Bruxelles part de Da Vinci (en soirée cadencée avec la ligne 55 tout au long de son itinéraire) où elle est en correspondance avec la ligne 62. Elle dessert ensuite Bordet Station par le biais d'un site propre partagé avec les bus, situé sur le Boulevard Léopold III. Les trams prennent ensuite, successivement les rues du Biplan, Fonson et Dekoster pour rallier la place de la Paix. Puis, les tramways empruntent la rue Van Hamme (dans le sens contraire, c'est la rue Stuckens que les trams empruntent), desservent la station Tilleul et prennent la chaussée de Helmet et la rue Waelhem. Ils arrivent place Eugène Verboekhoven, point de correspondance avec la ligne 92. Puis les 32 obliquent vers le sud-ouest, empruntant ainsi la rue Van Oost, desservent la place du Pavillon et après avoir desservi la station du même nom. Après la ligne 32 roulent sur la rue Gaillait, puis sont rejoints par les lignes 25 et 93 à Liedts. Ils se séparent des trams du 93 et sont rejoints par les 3 à Thomas. Les 32 s'engouffrent ensuite dans les tunnels de l’axe Nord-Sud entre la gare du Nord où ils rejoignent les trams de la ligne 4, et Lemonnier puis arrivent à la gare du Midi, station extérieure sur une rue Couverte. La ligne 32 est en correspondance avec les trams 82 partiels à la Gare du Midi " terminus en soirée du 82 après 20H " venant de Berchem Station et la ligne 81 venant de Marius Renard . Puis ils descendent vers le sud avec la ligne 81 en prenant l'avenue Fonsny, se séparent du trams 81 après la station Avenue du Roi. La ligne 32 desservent ensuite la place Léon Wielemans où les trams de la ligne 97 viennent renforcer la desserte, empruntent l'avenue Van Volxem et bifurquent vers la droite après Zaman. Les trams prennent ensuite la chaussée de Bruxelles, desservent la place Saint-Denis située à proximité des gares de Forest-Midi et de Forest-Est. Jusqu'au carrefour de Stalle où ils croiseront les 4 mais se sépareront des 97, les trams sont sur la chaussée de Neerstalle. Enfin, les trams prendront successivement les rues de l'Étoile, de l'Église et la Grand'Route afin d'arriver au terminus Drogenbos Château, située à proximité de celui du 51 (Van Haelen).

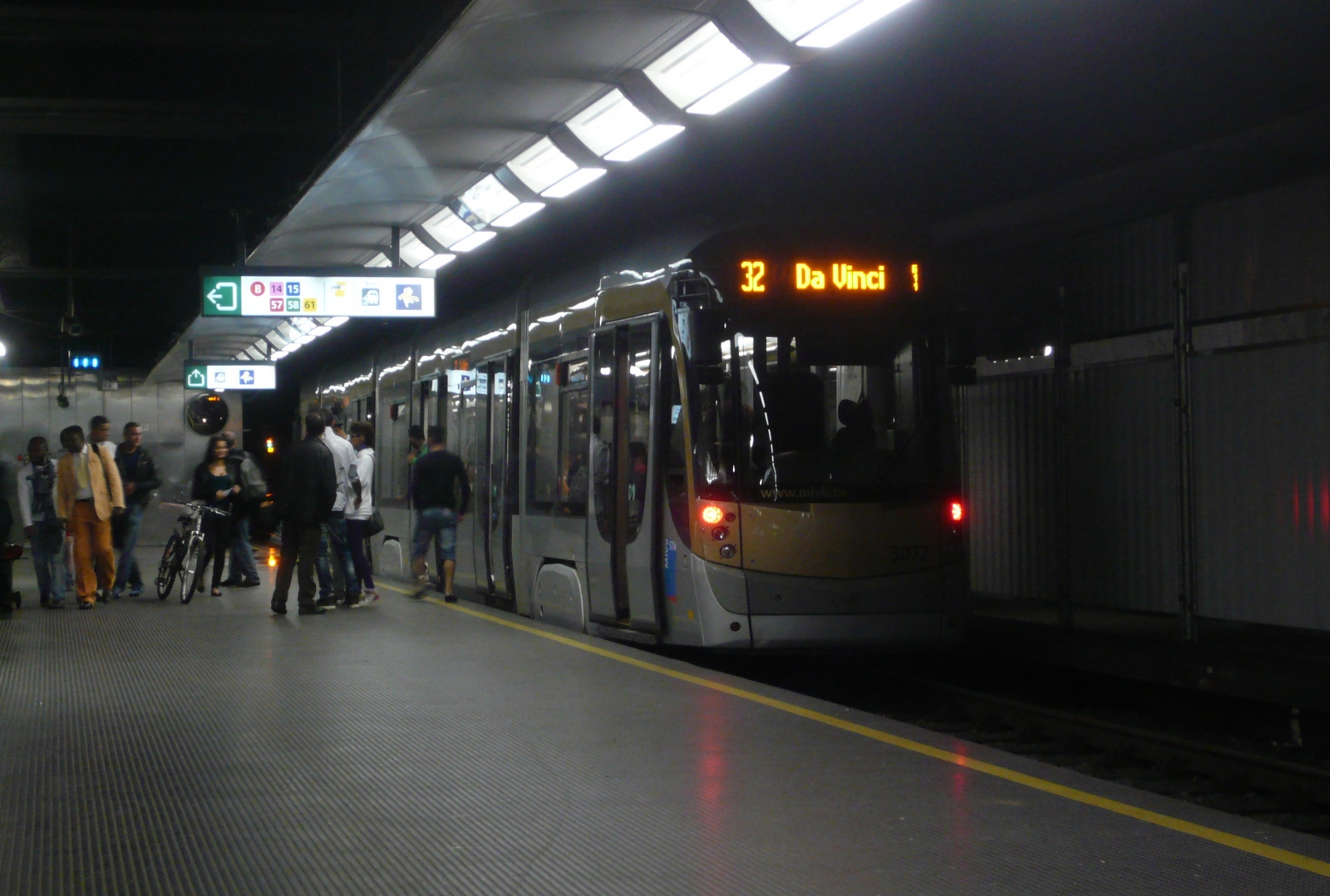
Depuis le 01/09/2011, la ligne 32 est exploitée avec des T3000 jusqu'à son nouveau terminus Da Vinci.

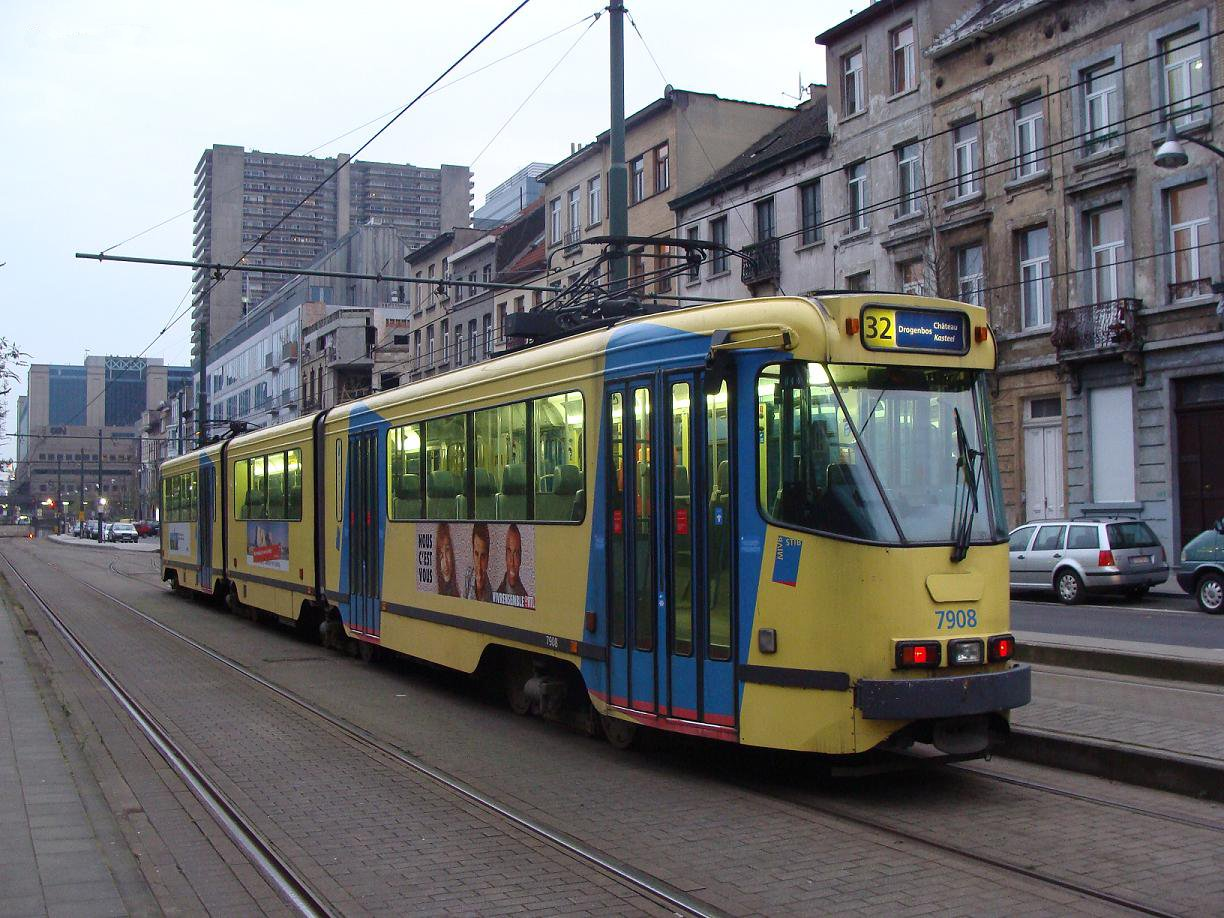
La motrice 7908 sur la voie de garage de la Rue du Progrès.

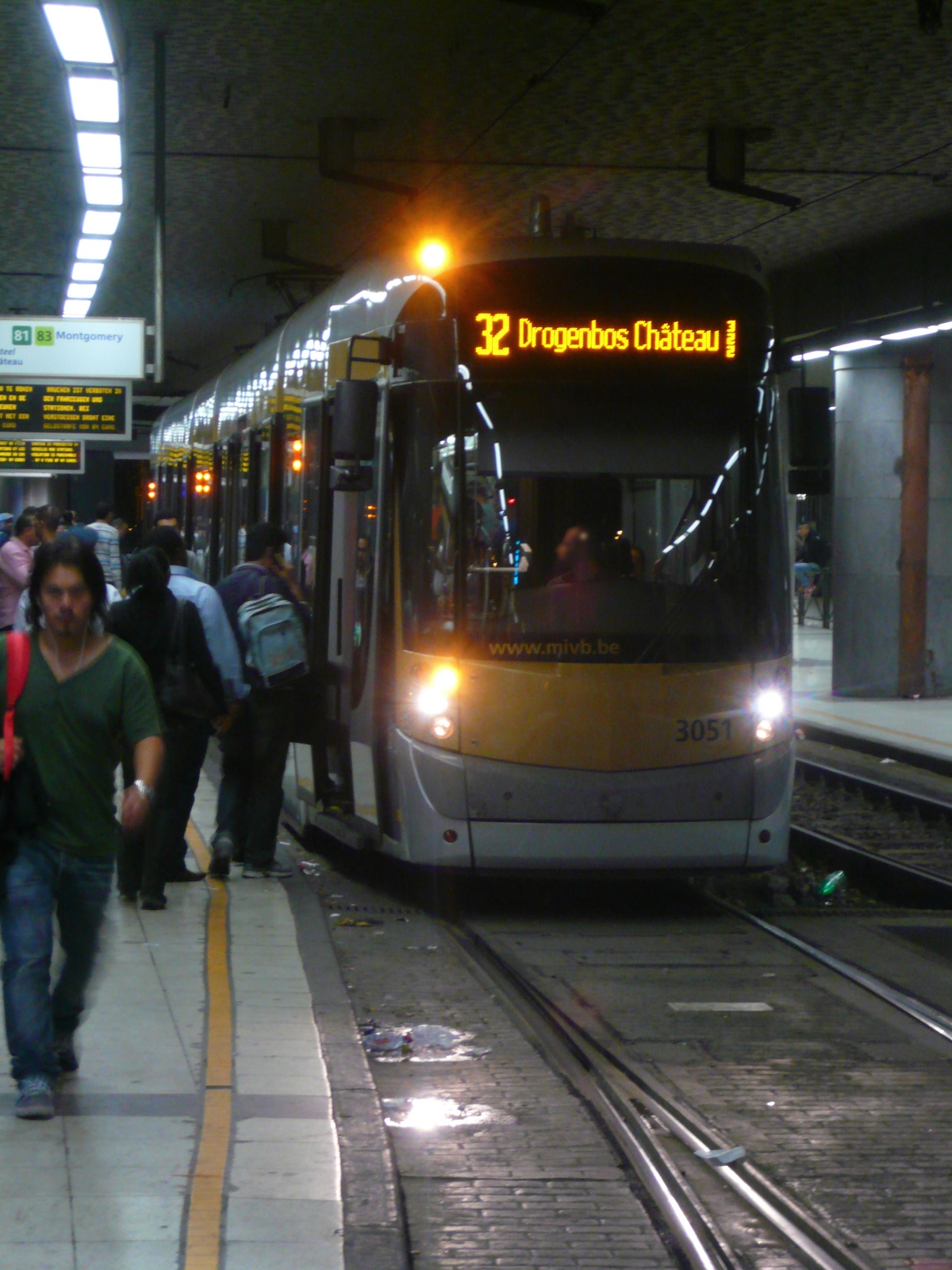
La motrice 3051 à la Gare du Midi

### Les stations
|   |   |   |  |  | Stations                | Lat/Long                    | Type     | Communes                                | Correspondances (Train, métro, tram)  |
| - | - | - |  |  | ----------------------- | --------------------------- | -------- | --------------------------------------- | ------------------------------------- |
|   |   | o |  |  | Da Vinci                | 50° 52′ 36″ N, 4° 24′ 43″ E |          | Evere                                   | (T) · (55) · (62)                     |
|   |   | o |  |  | Bordet Station          | 50° 52′ 43″ N, 4° 24′ 35″ E |          | Evere                                   | - SNCB                                |
|   |   | o |  |  | Van Cutsem              | 50° 52′ 48″ N, 4° 24′ 26″ E |          | Evere                                   | (T) · (55)                            |
|   |   | o |  |  | Fonson                  | 50° 52′ 44″ N, 4° 24′ 14″ E |          | Evere                                   | (T) · (55)                            |
|   |   | o |  |  | Paix                    | 50° 52′ 37″ N, 4° 24′ 03″ E |          | Evere                                   | (T) · (55)                            |
|   |   | o |  |  | Tilleul                 | 50° 52′ 33″ N, 4° 23′ 33″ E |          | Evere / Schaerbeek                      | (T) · (55)                            |
|   |   | o |  |  | Helmet                  | 50° 52′ 26″ N, 4° 23′ 14″ E |          | Schaerbeek                              | (T) · (55)                            |
|   |   | o |  |  | Foyer Scharbeekois      | 50° 52′ 19″ N, 4° 23′ 06″ E |          | Schaerbeek                              | (T) · (55)                            |
|   |   | o |  |  | Waelhem                 | 50° 52′ 12″ N, 4° 22′ 54″ E |          | Schaerbeek                              | (T) · (55)                            |
|   |   | o |  |  | Verboekhoven            | 50° 52′ 17″ N, 4° 22′ 33″ E |          | Schaerbeek                              | (T) · (55) · (92)                     |
|   |   | o |  |  | Pavillon                | 50° 52′ 10″ N, 4° 22′ 16″ E |          | Schaerbeek                              | (T) · (55)                            |
| ⇃ | o |   |  |  | Rubens                  | 50° 52′ 00″ N, 4° 22′ 08″ E |          | Schaerbeek                              | (T) · (55)                            |
|   |   | o |  |  | Liedts                  | 50° 51′ 55″ N, 4° 22′ 04″ E |          | Schaerbeek                              | (T) · (25) · (55) · (62) · (93)       |
|   |   | o |  |  | Thomas                  | 50° 51′ 56″ N, 4° 21′ 49″ E |          | Schaerbeek                              | (T) · (3) · (25) · (55) · (62) · (93) |
|   |   | o |  |  | Gare du Nord            | 50° 51′ 37″ N, 4° 21′ 37″ E | Prémétro | Schaerbeek                              | - SNCB                                |
|   |   | o |  |  | Rogier                  | 50° 51′ 19″ N, 4° 21′ 28″ E | Prémétro | Saint-Josse-ten-Noode / Bruxelles-ville | -                                     |
|   |   | o |  |  | De Brouckère            | 50° 51′ 05″ N, 4° 21′ 11″ E | Prémétro | Bruxelles-ville                         | -                                     |
|   |   | o |  |  | Bourse - Grand-Place    | 50° 50′ 53″ N, 4° 20′ 58″ E | Prémétro | Bruxelles-ville                         | (T) · (3) · (4)                       |
|   |   | o |  |  | Anneessens-Fontainas    | 50° 50′ 39″ N, 4° 20′ 44″ E | Prémétro | Bruxelles-ville                         | (T) · (3) · (4)                       |
|   |   | o |  |  | Lemonnier               | 50° 50′ 24″ N, 4° 20′ 27″ E | Prémétro | Bruxelles-ville                         | (T) · (3) · (4) · (51) · (82)         |
|   |   | o |  |  | Gare du Midi            | 50° 50′ 12″ N, 4° 20′ 15″ E |          | Saint-Gilles                            | - SNCB                                |
|   |   | o |  |  | Suède                   | 50° 50′ 03″ N, 4° 20′ 10″ E |          | Saint-Gilles                            | (T) · (81) · (82)                     |
|   |   | o |  |  | Avenue du Roi           | 50° 49′ 53″ N, 4° 20′ 00″ E |          | Saint-Gilles                            | (T) · (81) · (82)                     |
|   |   | o |  |  | Imprimerie              | 50° 49′ 46″ N, 4° 19′ 48″ E |          | Forest                                  | (T) · (82)                            |
|   |   | o |  |  | Orban                   | 50° 49′ 27″ N, 4° 19′ 35″ E |          | Forest                                  | (T) · (82)                            |
|   |   | o |  |  | Wiels                   | 50° 49′ 27″ N, 4° 19′ 35″ E |          | Forest                                  | (T) · (82) · (97)                     |
|   |   | o |  |  | Union                   | 50° 49′ 12″ N, 4° 19′ 32″ E |          | Forest                                  | (T) · (82) · (97)                     |
|   |   | o |  |  | Châtaignes              | 50° 49′ 02″ N, 4° 19′ 31″ E |          | Forest                                  | (T) · (82) · (97)                     |
|   |   | o |  |  | Zaman - Forest National | 50° 48′ 50″ N, 4° 19′ 30″ E |          | Forest                                  | (T) · (82) · (97)                     |
|   |   | o |  |  | Monaco                  | 50° 48′ 46″ N, 4° 19′ 23″ E |          | Forest                                  | (T) · (82) · (97)                     |
|   |   | o |  |  | Forest Centre           | 50° 48′ 42″ N, 4° 19′ 08″ E |          | Forest                                  | (T) · (82) · (97)                     |
|   |   | o |  |  | Saint-Denis             | 50° 48′ 37″ N, 4° 19′ 04″ E |          | Forest                                  | (T) · (82) · (97)                     |
|   |   | o |  |  | Max Waller              | 50° 48′ 23″ N, 4° 18′ 51″ E |          | Forest                                  | (T) · (82) · (97)                     |
|   |   | o |  |  | Bempt                   | 50° 48′ 09″ N, 4° 18′ 58″ E |          | Forest                                  | (T) · (82) · (97)                     |
|   |   | o |  |  | Neerstalle              | 50° 48′ 04″ N, 4° 19′ 03″ E |          | Forest                                  | (T) · (82) · (97)                     |
|   |   | o |  |  | Merlo                   | 50° 47′ 56″ N, 4° 19′ 10″ E |          | Uccle                                   | (T) · (82) · (97)                     |
|   |   | o |  |  | Carrefour Stalle        | 50° 47′ 46″ N, 4° 19′ 16″ E |          | Uccle                                   | (T) · (4) · (82) · (97)               |
|   |   | o |  |  | Keyenbempt              | 50° 47′ 36″ N, 4° 19′ 13″ E |          | Uccle                                   | (T) · (82)                            |
|   |   | o |  |  | Rodts                   | 50° 47′ 27″ N, 4° 19′ 04″ E |          | Drogenbos                               | (T) · (82)                            |
|   |   | o |  |  | Grand'Route             | 50° 47′ 15″ N, 4° 19′ 03″ E |          | Drogenbos                               | (T) · (82)                            |
|   |   | o |  |  | Drogenbos Château       | 50° 47′ 09″ N, 4° 19′ 05″ E |          | Drogenbos                               | (T) · (82)                            |

### Exploitation de la ligne

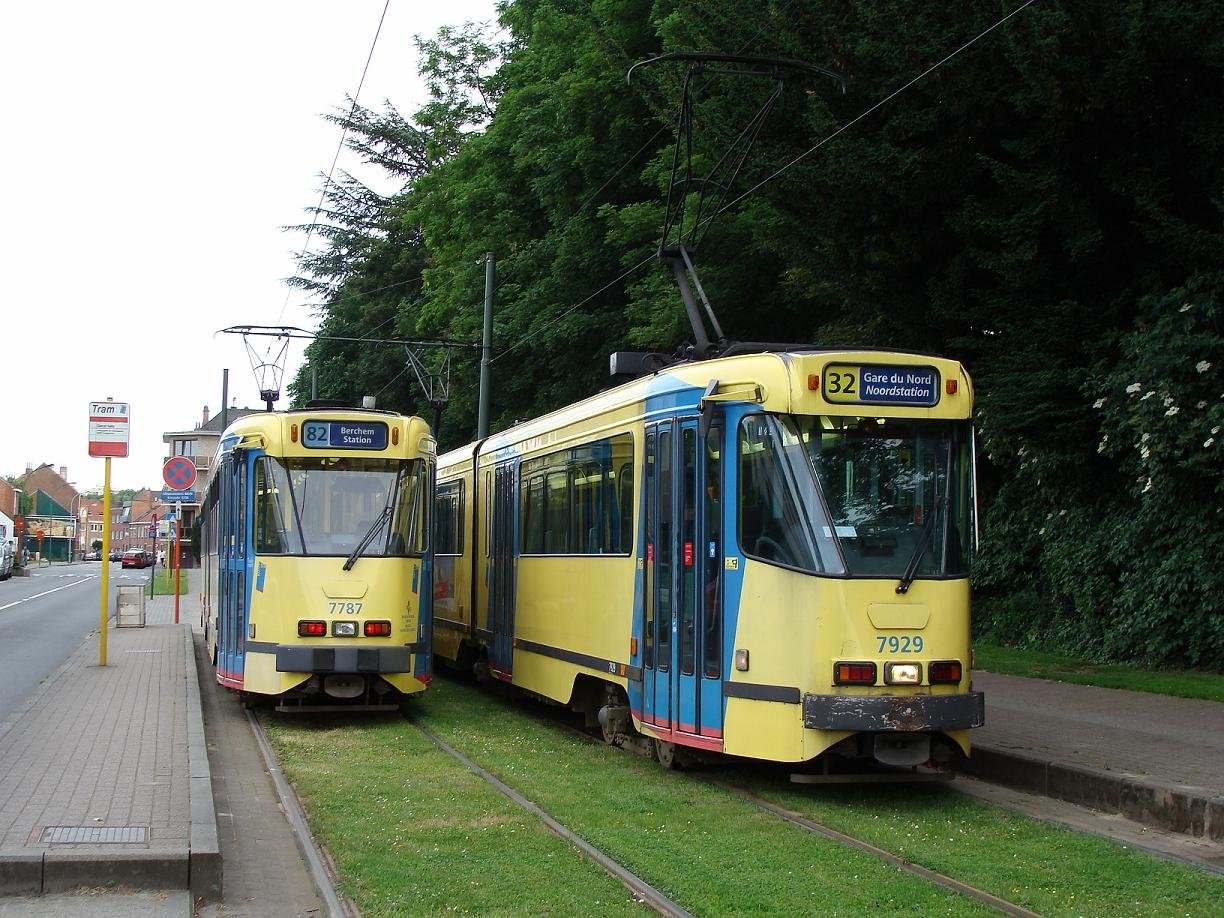
Motrices 7787 et 7929 côte à côte à Drogenbos Château

La ligne 32 du tram de Bruxelles est exploitée par la STIB. Elle fonctionne environ entre 20h et 1 h, tous les soirs sur la totalité du parcours et à la cadence d'un tram toutes les 20 minutes. Les tramways rallient Da Vinci à Drogenbos Château en 50 minutes environ grâce à la traversée souterraine du centre de Bruxelles en empruntant l'axe prémétro Nord-Sud.

### Tarification et financement
La tarification de la ligne est identique à celles des autres lignes de tramway exploitées par la STIB ainsi que les réseaux urbains bruxellois TEC, De Lijn, SNCB et accessible avec les mêmes abonnements sauf sur le tronçon NATO-Brussels Airport des lignes 12 et 21. Un ticket peut permettre par exemple 1, 5 ou 10 voyages avec possibilité de correspondance.
Le financement du fonctionnement de la ligne, entretien, matériel et charges de personnel, est assuré par la STIB.

## Matériel roulant
Autrefois exploitée par des motrices de type 7900, la ligne 32 est exclusivement exploitée a l’aide des motrice de type 3000 depuis le mois de septembre 2011.